# 生きていた男
『生きていた男』（いきていたおとこ）は、TBS系列で放映されていた「ザ・サスペンス」のドラマ。
TBSとKANOXにより、ビデオで制作された。
同名のイギリス映画『生きていた男』（1958年）とは異なるが、死んだ筈の兄が現れる密室劇という構成が似ており、原作としてクレジットされている。

## 出演者
- 渡瀬恒彦
- 桃井かおり
- 李礼仙
- 岸部一徳
- 木田三千雄
- 石井均
- 円浄順子
- 佐々木みどり
- 加納綾
- 植村由美
- 横尾美美
- 森卓三
- 上田ボッコ
- 大河内稔
- 伊藤幸子
- 小野さやか
- 楠田薫
- 渡辺冨美子
- 星野晶子
- 鈴木瑞穂

## スタッフ
- 脚本 - 森瑤子
- 音楽 - 植木勝
- カメラ - 関巧
- 照明 - 大塚基夫
- 音声 - 中島実
- 効果 - 藤崎昭彦
- 美術 - 芝田正
- 演出補 - 猪原達三、小川定孝、栗栖敏明
- 撮影監督 - 三浦寛二
- 演出 - 久世光彦

| スタブアイコン | サブスタブ | この項目は、まだ閲覧者の調べものの参照としては役立たない、テレビ番組に関連した書きかけの項目です。この項目を加筆・訂正などしてくださる協力者を求めています（P:テレビ/PJ:放送または配信の番組）。 |